# One Day in Your Life (албум)
One Day in Your Life је компилација песама америчког певача Мајкла Џексона. Многи су га сматрали „студијским“ издањем, али је албум био музички дефинисан као изгубљен. Албум представља Мајкла из његовог периода од 15 до 17 година. Издат је од стране куће Мотаун као најава предстојећег албума, који је ипак издала кућа Епик. Свеједно, албум је имао комерцијални успех. Песма која је носила исто име као и албум била је чувени хит у САД, али највећи успех је доживела у Великој Британији, где је била хит број 1. Та песма је, иначе, прва Џексонова која је доспела на прво место у Британији.